# Yémen aux Jeux olympiques
Le Yémen a participé à 7 Jeux d'été et à aucun Jeux d'hiver. Aucune médaille n'a été remportée par le pays depuis sa première participation en 1992.